# Top Model of the World 2013
Top Model of the World 2013, ventesima edizione di Top Model of the World, si è tenuta presso El Gouna, in Egitto il 29 marzo 2013. La vincitrice è stata Monica Palacios, rappresentante dei Caraibi,

## Risultati
| Piazzamento                 | Concorrenti |
| --------------------------- | --- |
| Top Model of the World 2013 | - Caraibi - Monica Palacios |
| 2ª classificata             | - Golfo di Guinea - Anthonia Inara |
| 3ª classificata             | - Turchia - Burcu Taynaz |
| 4ª classificata             | - Canada - Savanagh Walker |
| 5ª classificata             | - Ucraina - Ganna Zhadan |
| Top 16 (Semifinaliste)      | - Almaty - Alexandra Saparova - Bangladesh - Jannatul Ferdoush Peya - Colombia - Elida Castro - Lettonia - Alisa Miskovska - Messico - Mittzy Delfina Ruschke - Porto Rico - Ariana Díaz - Suriname - Stephanie Haukes - Tanzania - Stacey Alfred Sulul - Tatarstan - Aigul Zaripova - Thailandia - Panika Vorraboonsiri |

### Riconoscimenti speciali
| Riconoscimento  | Concorrente                    |
| --------------- | ------------------------------ |
| Miss Photogenic | Suriname - Stephanie Haukes    |
| Miglior Corpo   | Caraibi - Monica Palacios      |
| Miglior Sorriso | Germania - Victoria Paschold   |
| Miglior Stile   | Tanzania - Stacey Alfred Sulul |
| Queen of Europe | Ucraina - Ganna Zhadan         |
| Miss Globo      | Canada - Savanagh Walker       |

## Concorrenti
| Nazione/Territorio | Concorrente            | Età | Statura | Provenienza         |
| ------------------ | ---------------------- | --- | ------- | ------------------- |
| Albania            | Margaret Shllaku       | 18  | 1.76    | Scutari             |
| Almaty             | Alexandra Saparova     |     | 1.74    | Almaty              |
| Australia          | Samantha Parish        |     | 1.70    | Canberra            |
| Bangladesh         | Jannatul Ferdoush Peya | 21  | 1.76    | Dacca               |
| Bielorussia        | Nastassia Yaramchuk    | 22  | 1.72    | Minsk               |
| Canada             | Savanagh Walker        | 19  | 1.75    | Martensville        |
| Caraibi            | Monica Palacios        | 28  | 1.86    | Villavicencio       |
| Caucaso            | Daria Chebotareva      | 20  | 1.76    | Anapa               |
| Colombia           | Elida Castro           | 23  | 1.74    | Cartagena de Indias |
| Cuba               | Maytee Martinez        | 22  | 1.81    | Miami               |
| Filippine          | Shermaine de Ramos     | 22  | 1.80    | Manila              |
| Germania           | Victoria Paschold      | 22  | 1.73    | Saale-Unstrut       |
| Ghana              | Evelyn Appiah          |     | 1.72    | Accra               |
| Golfo di Guinea    | Anthonia Isaiah Inara  |     | 1.81    | Yenagoa             |
| Guadalupa          | Maelle Collomb         | 20  | 1.73    | Terre-de-Haut       |
| India              | Manpreet Kaur          | 21  | 1.74    | Nuova Delhi         |
| Inghilterra        | Shana Ann Rose         | 19  | 1.72    | Liverpool           |
| Italia             | Stephanie Cumini       | 24  | 1.75    | Roma                |
| Kazakistan         | Dayana Abdrakhmanova   | 18  | 1.72    | Oral                |
| Kosovo             | Vivian Canaj           | 18  | 1.74    | Pristina            |
| Lettonia           | Alisa Miskovska        | 24  | 1.74    | Daugavpils          |
| Lussemburgo        | Viviane Poensgen       | 18  | 1.75    | Lussemburgo         |
| Mar Baltico        | Livia Piotrowicz       | 18  | 1.70    | Mannheim            |
| Messico            | Mittzy Delfina Ruschke | 20  | 1.70    | San Pedro Pochutla  |
| Nigeria            | Cynthia Sapara         |     | 1.72    | Lagos               |
| Paesi Bassi        | Renou Zulfiqar         | 23  | 1.73    | Amsterdam           |
| Penisola balcanica | Biljana Shkortova      | 22  | 1.74    | Skopje              |
| Polonia            | Agnieszka Krasna       | 25  | 1.74    | Varsavia            |
| Porto Rico         | Ariana Díaz            | 22  | 1.73    | Toa Alta            |
| Portogallo         | Christina Silva        | 23  | 1.71    | Lisbona             |
| Rep. Dominicana    | Karen Luna Peguero     | 24  | 1.83    | Caracas             |
| Romania            | Andreea Raducu         | 19  | 1.77    | Bucarest            |
| Russia             | Veronika Sarma         |     | 1.78    | San Pietroburgo     |
| Serbia             | Katarina Cvetkovic     |     | 1.74    | Belgrado            |
| Spagna             | Nieves Sánchez         | 21  | 1.83    | Barcellona          |
| Sri Lanka          | Pushpika de Silva      | 22  | 1.80    | Colombo             |
| Stati Uniti        | Kristy Abreu           | 18  | 1.74    | Yonkers             |
| Suriname           | Stephanie Haukes       |     | 1.75    | Paramaribo          |
| Svezia             | Johanna Petersson      |     | 1.75    | Stoccolma           |
| Thailandia         | Panika Vorraboonsiri   | 25  | 1.80    | Bangkok             |
| Taiwan             | Ting Han               |     | 1.72    | Taipei              |
| Tanzania           | Stacey Alfred Sulul    | 20  | 1.75    | Arusha              |
| Tatarstan          | Aigul Zaripova         |     | 1.76    | Kazan'              |
| Turchia            | Burcu Taynaz           | 21  | 1.78    | Ankara              |
| Ucraina            | Ganna Zhadan           |     | 1.74    | Kiev                |
| Venezuela          | Maria Isabel Figueroa  | 27  | 1.76    | El Callao           |
| Zambia             | Sophie Chinkumbi       | 25  | 1.72    | Kabwe               |
| Zimbabwe           | Nadine Hahn            | 21  | 1.80    | Harare              |